# Закон України «Про тваринний світ»
Зако́н Украї́ни «Про тваринний світ» — закон, що визначає відносини у галузі охорони, використання і відтворення тваринного світу.

## Зміст
Закон складається з 64 статті у 9 розділах:
- Розділ I. Загальні положення.
- Розділ II. Державні органи, що здійснюють управління та регулювання у галузі охорони, використання і відтворення тваринного світу та їх повноваження.
- Розділ III. Використання об'єктів тваринного світу.
- Розділ IV. Охорона тваринного світу.
- Розділ V. Моніторинг, державний облік і державний кадастр тваринного світу.
- Розділ VI. Контроль у галузі охорони, використання і відтворення тваринного світу.
- Розділ VII. Відповідальність за порушення законодавства в галузі охорони, використання і відтворення тваринного світу.
- Розділ VIII. Міжнародні відносини в галузі охорони, використання і відтворення тваринного світу.
- Розділ IX. Прикінцеві положення.

## Ухвалення
```
Прийнятий Верховною Радою 
13 грудня
 
2001
 року на заміну застарілому діючому закону про тваринний світ. Та зареєстрований під номером 3041-XII
[
1
]
```